# 칼데아 (안도라)

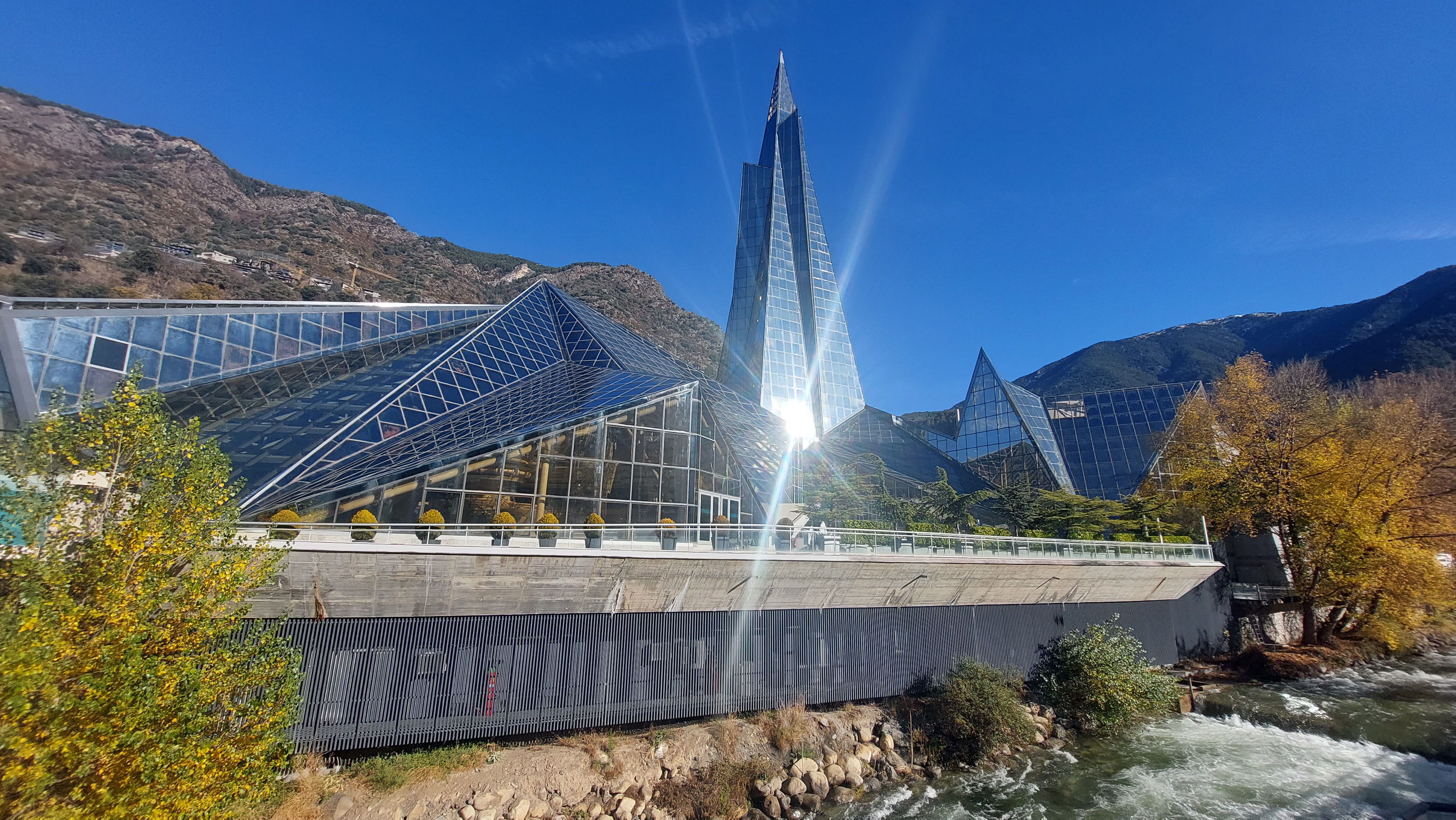
칼데아

칼데아(Caldea)는 안도라 에스칼데스엔고르단에 있는 온천 시설이다.
1994년에 완공되었으며 18개 층으로 구성되어 있다. 6,000m² 면적으로 유럽에서 가장 큰 스파 중 하나이며, 높이는 80m로 안도라에서 가장 높은 건물이다.